# 애드 아스트라
《애드 아스트라》(Ad Astra)는 2019년 개봉한 미국의 SF 모험 영화이다. 제임스 그레이가 감독과 각본을 맡았다. 제76회 베네치아 영화제 황금사자상 경쟁 후보작이다.

## 줄거리
22세기 초, 정체불명의 에너지 급증이 인류 문명을 위협한다. 우주비행사 로이 맥브라이드는 이 급증의 근원이 29년 전 지적 생명체를 찾기 위해 해왕성 궤도로 파견된 '리마 프로젝트' 우주 정거장이라는 것을 알게 된다. 리마 프로젝트의 책임자는 로이의 아버지 H. 클리포드 맥브라이드였고, 로이는 아버지의 생존 여부를 확인하기 위해 화성으로 향한다.
달 기지에서 우주 해적의 습격을 받은 로이는 동료의 죽음을 목격하고, 리마 프로젝트 정거장이 파괴될 위기에 처했다는 사실을 알게 된다. 화성으로 이동하던 중, 연구소에서 탈출한 실험용 원숭이들의 공격으로 동료를 잃고, 위기에 처하지만 침착하게 위기를 극복한다. 화성에 도착한 로이는 아버지에게 음성 메시지를 보내지만, 리마 프로젝트 조사단에 동행할 기회를 얻지 못한다.
시설 책임자 헬렌 란토스를 통해 아버지의 팀이 반란을 일으켰고, 아버지가 팀원들의 생명 유지 장치를 차단했다는 충격적인 진실과 함께 리마 프로젝트 파괴 계획을 알게 된 로이는 아버지와 직접 대면하기로 결심하고 조사단 로켓에 몰래 탑승한다. 79일 간의 해왕성 여행 동안 로이는 아버지와 아내에 대한 깊은 성찰을 한다. 마침내 정거장에 도착한 로이는 아버지와 재회하지만, 아버지는 가족에 대한 애정이 없고 지구를 고향으로 여기지 않는 냉혹한 모습을 보인다.
로이는 아버지의 연구 데이터를 수집하고 지구로 귀환하려 하지만, 클리포드는 스스로 우주에 남기를 원한다. 로이는 아버지의 마지막 소원을 들어주고, 정거장에 설치한 핵폭탄의 폭발력을 이용해 지구로 돌아가려고 한다. 가까스로 화성으로 돌아온 로이는 리마 프로젝트에서 얻은 데이터가 인류가 우주에서 발견한 유일한 지적 생명체라는 사실과 함께 다른 행성계에 대한 귀중한 정보들을 담고 있다는 것을 알게 된다. 지구로 돌아온 로이는 새로운 희망을 품고 다시 아내를 만난다.

## 출연
- 브래드 피트 - 로이 R. 맥브라이드 소령 역
- 토미 리 존스 - H. 클리퍼드 맥브라이드 역
- 루스 네이가 - 헬런 랜토스 역
- 리브 타일러 - 이브 맥브라이드 역
- 도널드 서덜랜드 - 토머스 프루잇 대령 역
- 존 오티즈 - 리바스 중장 역
- 그레그 브릭 - 칩 간스 역
- 로런 딘 - 도널드 스탠퍼드 역
- 너태샤 리온 - 태니아 핑커스 역
- 존 핀 - 스트라우드 준장 역
- 킴벌리 엘리스 - 러레인 디버스 역
- 숀 블레이크모어 - 윌리 러밴트 역
- 보비 니시 - 프랭클린 "프랭크" 요시다 역
- 리사게이 해밀턴 - 어밀리아 보걸 부관 역
- 도니 케샤워즈 - 로런스 태너 대위 역